# Kernera saxatilis
Kernera saxatilis är en korsblommig växtart som först beskrevs av Carl von Linné, och fick sitt nu gällande namn av Robert Sweet. Kernera saxatilis ingår i släktet Kernera och familjen korsblommiga växter.

## Underarter
Arten delas in i följande underarter:
- K. s. boissieri
- K. s. saxatilis

## Bildgalleri

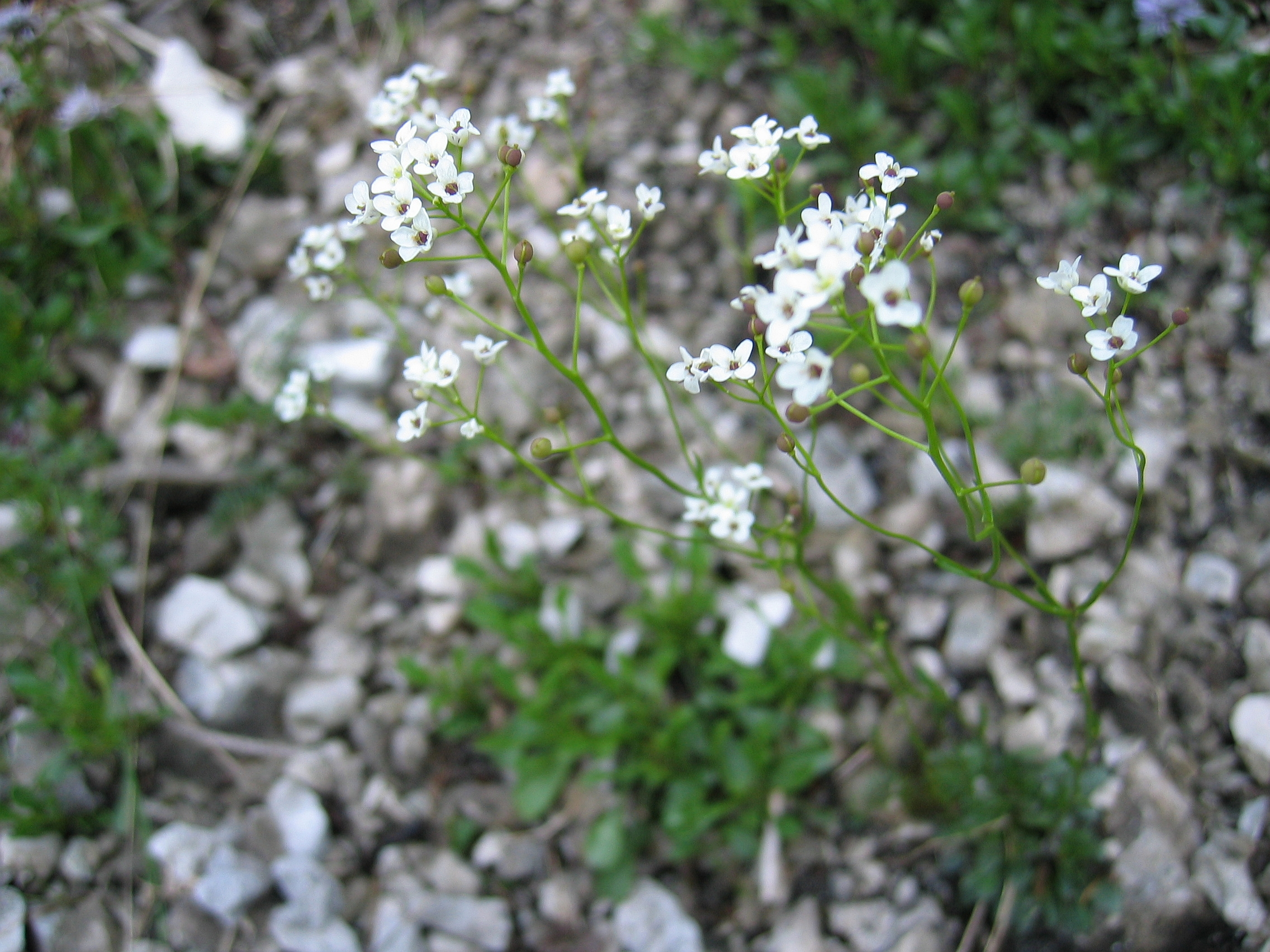
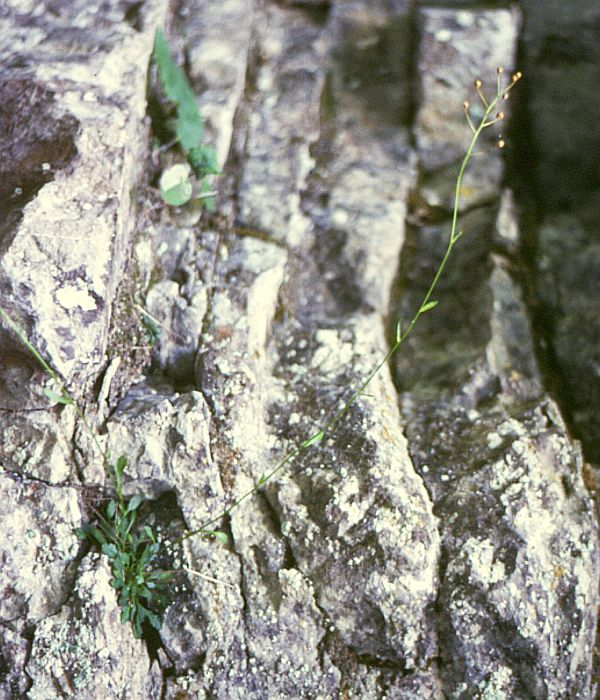
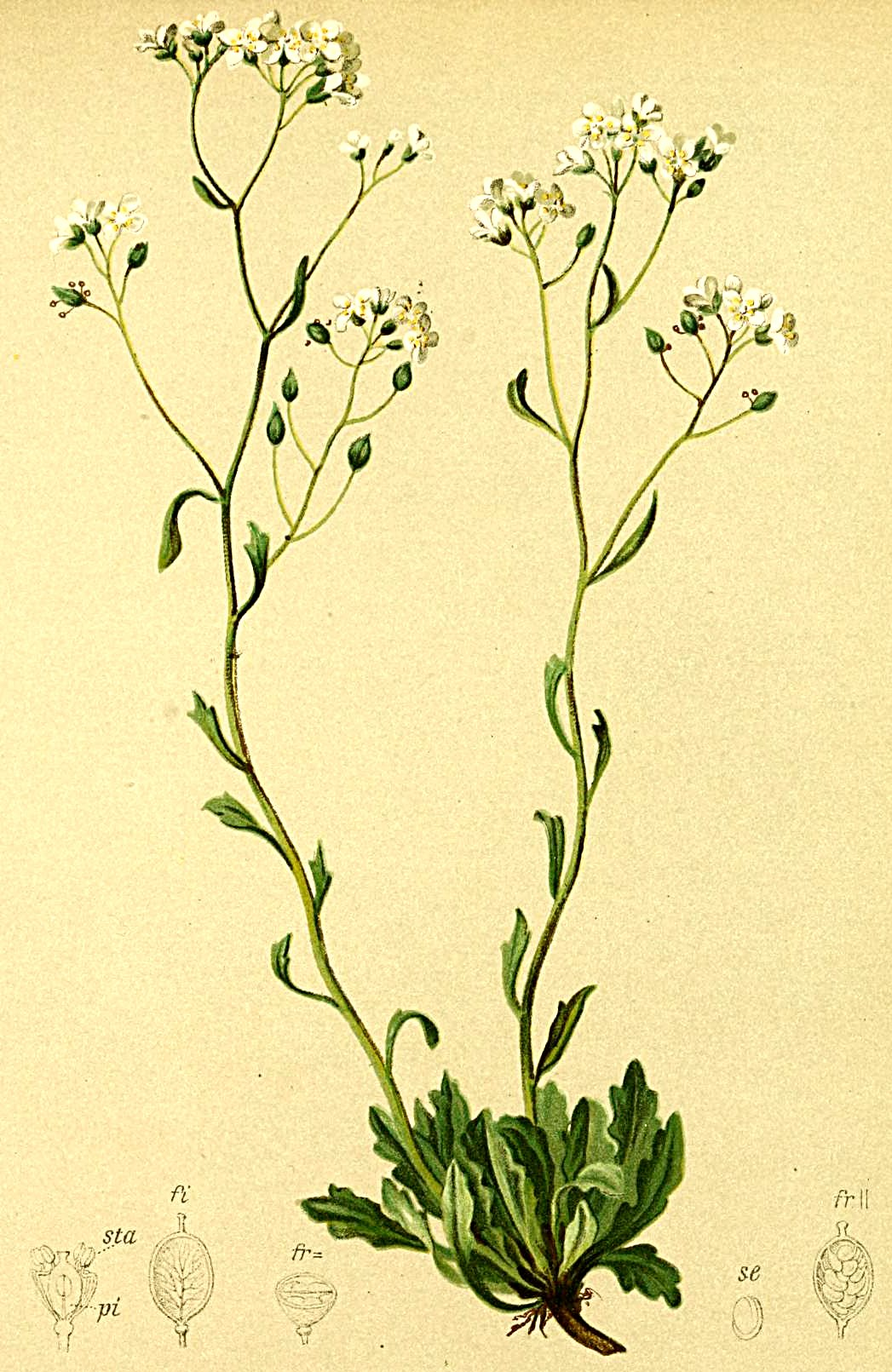